# ConnMan
ConnMan — мережевий конфігуратор до мережі Інтернет для пристроїв під управлінням операційної системи Linux. Connman спроектований легковаговим, не вимагає великої кількості системних ресурсів сервісом (демоном). Це дозволяє легко інтегрувати його в більшість систем на базі Linux.

## Історія
Спочатку проект був створений для проекту Moblin, потім успадкований компаніями Intel і Nokia в процесі розробки платформи MeeGo, пізніше система конфігурації мережі на базі ConnMan була використана в платформі Tizen і деяких спеціалізованих дистрибутивах і проектах, таких як OpenELEC, Yocto, Sailfish, Aldebaran Robotics і Nest, а також в різних споживчих пристроях з прошивками на базі Linux. Код проекту поширюється під ліцензією GPLv2.

## Огляд
Пакет відрізняється низьким споживанням системних ресурсів і наявністю гнучких засобів для розширення функціональності через плагіни, що дозволяє застосовувати ConnMan на вбудованих системах.
Ключовим компонентом ConnMan є фоновий процес connmand, керуючий мережевими з'єднаннями. Взаємодія і настройка різних типів мережевих підсистем проводиться через плагіни. Наприклад, доступні плагіни для Ethernet, WiFi, Bluetooth, 2G/3G/4G, VPN (Openconnect, OpenVPN, vpnc, WireGuard), PolicyKit, отримання адреси по DHCP, роботи через проксі-сервери, настройки DNS-резолвера, накопичення статистики. Для взаємодії з пристроями використовується підсистема ядра Linux netlink, а для зв'язку з іншими застосунками команди передаються поверх D-Bus. Інтерфейс і логіка управління повністю розділені, що дозволяє інтегрувати підтримку ConnMan в існуючі конфігуратори.

## Технології
Технології, які підтримуються в ConnMan:
- Ethernet;
- WiFi з підтримкою WEP40 / WEP128 і WPA / WPA2;
- Bluetooth (використовується BlueZ);
- 2G / 3G / 4G (використовується oFono);
- IPv4, IPv4-LL (link-local) і DHCP;
- Підтримка ACD (Address Conflict Detection, RFC 5227) для виявлення конфліктів адрес IPv4 (ACD);
- Тунелінг IPv6, DHCPv6 і 6to4;
- Розширена маршрутизація і конфігурація DNS;
- Вбудований DNS-проксі і система кешування DNS-відповідей;
- Вбудована система виявлення параметрів входу і вебпорталів автентифікації для точок бездротового доступу (WISPr hotspot);
- Налаштування часу і часового поясу (ручна або через NTP);
- Управління роботою через проксі (ручне або через WPAD);
- Режим Tethering для організації мережевого доступу через поточний пристрій. Підтримується створення каналу зв'язку через USB, Bluetooth і Wi-Fi;
- Накопичення докладної статистики витрати трафіку, в тому числі з роздільним урахуванням роботи в домашній мережі та в режимі роумінга;
- Підтримка фонового процесу PACrunner для управління проксі;
- Підтримка PolicyKit для управління політиками безпеки і розмежування доступу.

## Виноски
1. ↑  connman mer package on github. Архів оригіналу за 8 січня 2021. Процитовано 16 липня 2014.
2. ↑  Jolla: Sailfish OS, Qt, and open source. Архів оригіналу за 18 лютого 2020. Процитовано 16 липня 2014.